# Fredy Hirsch
Alfred Hirsch (em hebraico:  פרדי הירש; Aachen, 11 de fevereiro de 1916 – Auschwitz, 8 de março de 1944) foi um atleta judeu-alemão, professor de educação física e líder do movimento juvenil sionista, notável por ajudar milhares de crianças judias durante a ocupação alemã de Checoslováquia em Praga, campo de concentração de Theresienstadt e Auschwitz. Hirsch era o supervisor adjunto das crianças em Theresienstadt e o supervisor do bloco infantil no campo familiar de Theresienstadt em Auschwitz II-Birkenau.
Por causa de sua ascendência alemã, carisma e aparência cuidadosa, ele conseguiu convencer os guardas da SS a conceder privilégios às crianças, incluindo isenções de deportação e rações extras, o que salvou suas vidas, pelo menos temporariamente. Hirsch e seus assistentes mantiveram educação clandestina em circunstâncias difíceis. A insistência de Hirsch em exercícios, disciplina e higiene rigorosa reduziu as taxas de mortalidade entre as crianças.
O acampamento da família deveria ser liquidado em 8 de março de 1944; a popularidade de Hirsch fez dele um líder natural para uma revolta. Segundo alguns relatos, ele cometeu suicídio para não ter que testemunhar a morte de seus pupilos; alternativamente, ele foi envenenado por médicos judeus que teriam sido mortos se uma revolta tivesse ocorrido.

## Primeiros anos

### Império Alemão
Filho de Heinrich e Olga Hirsch, Fredy nasceu em Aachen, no antigo Império Alemão, em 11 de fevereiro de 1916. Seu pai, que trabalhava num açougue, morreu quando ele tinha dez anos. Segundo a sobrinha de Fredy, Raquel Masel, seu irmão, Paul Hirsch (1914–1979), não era próximo da mãe por causa da amargura dela. O relacionamento ruim encorajou Fredy e Paul a se juntarem a organizações juvenis. Ambos os irmãos frequentaram o Aachener Couven-Gymnasium, que não era uma escola judaica. Fredy saiu em março de 1931 quando sua mãe se mudou, mas não há evidências de que ele tenha frequentado outra escola e, aparentemente, ele continuou a viver em Aachen. A comunidade judaica de Aachen era bem integrada; havia pouco antissemitismo em Aachen antes do Partido Nazista chegar ao poder em 1933. Hirsch já dava palestras aos 15 anos.

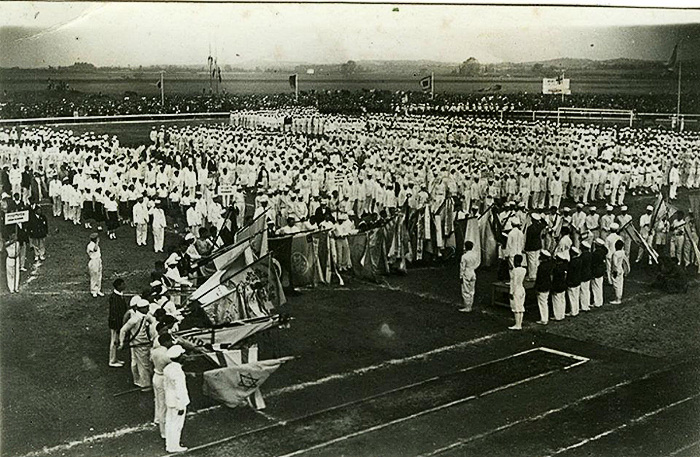
Uma cerimônia nos primeiros Jogos de Macabíadas, Mandato Britânico da Palestina, 1932

Hirsch assumiu a liderança da filial de escoteiros da associação local de jovens judeus de Aachen em 1931 e participou da fundação da filial de Aachen da Jüdischer Pfadfinderbund Deutschland (em português: Associação de Escoteiros Judaicos da Alemanha - AEJA), uma organização escoteira judaica alemã, em 1932. Mais tarde naquele ano, Hirsch mudou-se para Düsseldorf para trabalhar no AEJA. a AEJA tinha tendências sionistas e uma estreita ligação com o Maccabi Hatzair, uma associação esportiva sionista. Embora Paul tenha se juntado a AEJA, ele, como muitos na comunidade judaica de Aachen, acreditava na assimilação à comunidade não judaica. Fredy, por outro lado, tornou-se um sionista fervoroso, apoiando o estabelecimento de um estado judeu no então Mandato Britânico da Palestina (hoje Israel).
No contexto do crescente antissemitismo patrocinado pelo Estado, o treino do JPD tornou-se cada vez mais militarizado, enfatizando exercícios, marchas com cargas pesadas e treino de primeiros socorros. Em 1933, a AEJA se fundiu com o Maccabi Hatzair. Hirsch mudou-se para Frankfurt, onde dividiu um apartamento com importantes autoridades do JPD e liderou um grupo de escoteiros. Seu tempo em Frankfurt foi interrompido por rumores de que ele era gay, com base na falta de uma namorada e no comportamento com alguns dos garotos sob sua supervisão, embora ele não tenha sido acusado de comportamento inapropriado ou má conduta. Ele mudou-se para Dresden em 1934, onde trabalhou como instrutor de educação física para o Maccabi Hatzair e provavelmente assistiu a palestras no Colégio Alemão de Educação Física em Berlim.

#### Checoslováquia
Após a aprovação das Leis de Nuremberg em 1935, Hirsch mudou-se para Praga, Tchecoslováquia, provavelmente ilegalmente. De acordo com o historiador alemão Dirk Kämper, autor da primeira biografia de Hirsch, ele também pode ter sido motivado a escapar da crescente perseguição de homens gays na Alemanha. Ele continuou a trabalhar para o Maccabi Hatzair. A filial checa da organização estava inicialmente preocupada com sua reputação, mas Hirsch conseguiu persuadir Arthur Herzog, presidente do Maccabi Hatzair nas terras checas, de que sua homossexualidade não afetava seu trabalho.
Financiado pela Federação Sionista Mundial, Hirsch organizou os Jogos de Macabíadas locais e criou grupos de jovens e adultos para educação física. Ele organizou os Jogos de Macabíadas de 1937 para a Checoslováquia, realizados em Žilina, na Eslováquia, com 1 600 participantes. Até 1940, Hirsch organizou um acampamento anual para jovens em Bezpráví, onde crianças e adolescentes praticavam e aprendiam hebraico. Paul, um estudante rabínico reformista, emigrou com sua mãe e o segundo marido dela para a Bolívia em 1938; Paul acabou se tornando rabino em Buenos Aires. Fredy poderia tê-los acompanhado, mas não o fez; Paul disse mais tarde que as convicções sionistas de Fredy o impediram.

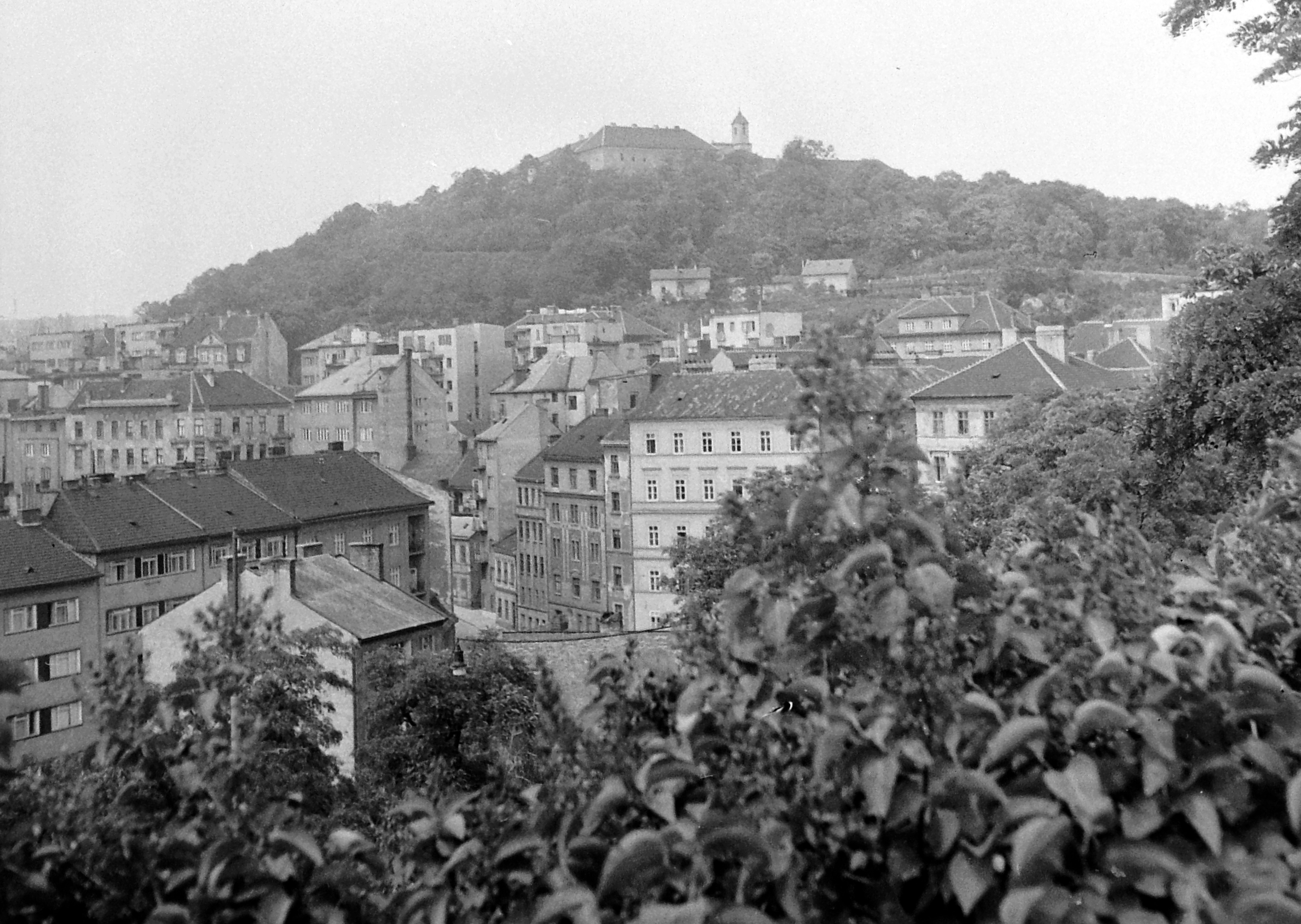
Brno em 1958

Depois de Brno lhe ter recusado a autorização de residência e ameaçado expulsá-lo, Hirsch regressou a Praga. Trabalhando na Escola Sionista de Aliá para Jovens, dirigida por Egon Redlich, ele organizou hakhshara (fazendas de preparação) para jovens judeus que buscavam imigrar para a Terra de Israel e viver em um kibutz, treinando jovens em horticultura, agricultura e treinamento militar básico. No final de 1938, o Acordo de Munique cedeu a Região dos Sudetas (região de língua alemã da Tchecoslováquia) à Alemanha; em 15 de março de 1939, a Alemanha invadiu a Checoslováquia, criando o Protetorado da Boêmia e Morávia. A assimilação dos judeus checos era tão elevada que muitas crianças nem sequer sabiam que eram judias. Dezoito garotos treinados por Hirsch conseguiram escapar para a Dinamarca em outubro de 1939 e imigraram para a Palestina no ano seguinte. Ele fez um sorteio com outro líder jovem sionista para ver qual deles iria para a Palestina com os meninos; Hirsch perdeu e permaneceu em Praga. Em 1940, Mautner juntou-se a ele, que foi impedido de continuar os estudos devido ao encerramento das universidades checas. No mesmo ano, Hirsch publicou um artigo no Jornal Judaico de Praga expondo suas opiniões sobre a educação dos jovens judeus; Hirsch via a educação física como essencial para promover o bem-estar e a consciência sionista.
Com o tempo, os alemães aplicaram cada vez mais restrições aos judeus checos; eles foram demitidos de seus empregos, forçados a se mudar, tiveram propriedades confiscadas, foram proibidos de certas lojas e ruas, e eventualmente obrigados a usar a Estrela de Davi. Depois que os nazistas proibiram judeus de espaços públicos, Hirsch organizou um parque infantil em Hagibor, no bairro de Strašnice, em Praga, para crianças judias se exercitarem. Hirsch e Mautner realizaram jogos de futebol, competições atléticas, grupos de estudo e apresentações teatrais lá. Embora houvesse outros cuidadores, o carisma de Hirsch fez dele um líder natural. Como não falava bem o checo, dava instruções em hebraico e ensinava as crianças a falarem essa língua. Sobreviventes relataram que canções tchecas foram escritas sobre ele. No final de 1941, os nazistas começaram a deportar judeus checos, primeiro para o Gueto de Łódź. Hirsch ajudou a preparar os deportados com as 50 quilogramas de bagagem que eles eram autorizados a levar.

## Holocausto

### Cidade de Theresien
Hirsch foi um dos primeiros judeus a ser transportado para o campo de concentração de Theresienstadt em 4 de dezembro de 1941, onde ajudou a construir o campo de concentração. Sua amizade com Jakob Edelstein levou a uma nomeação com o departamento de habitação. Posteriormente, Hirsch tornou-se o adjunto de Egon Redlich, o líder do Departamento de Serviços para Jovens; Redlich pessoalmente não gostava de Hirsch, mas respeitou sua competência e capacidade de liderança. Mautner também foi deportado para Theresienstadt no início de 1942. Em Theresienstadt, as crianças viviam separadas dos adultos. Baseado nos ensinamentos dos movimentos juvenis sionistas, Hirsch insistiu em manter a autoestima, disciplina, exercício regular e higiene rigorosa — até mesmo promovendo competições de limpeza — para maximizar suas chances de sobrevivência. Os líderes da juventude tentaram manter a educação das crianças apesar de isso ser proibido, ensinando uma ampla gama de assuntos, incluindo hebraico, inglês, matemática, história e geografia. No entanto, os alemães não se opuseram ativamente às suas atividades porque sentiam que ajudavam a manter a ordem. Crianças de 14 anos e mais tiveram que trabalhar; Hirsch tentou conseguir empregos trabalhando nas hortas porque acreditava que esse trabalho melhoraria sua saúde e os prepararia para a vida na Palestina.
Os sobreviventes frequentemente comentavam sobre a atitude autoconfiante de Hirsch, sua boa aparência e aparência cuidadosa, o que tinha um efeito salutar sobre outros prisioneiros. Ele prestava atenção à sua postura e aparência, mantendo o cabelo penteado e as botas engraxadas, e, segundo consta, continuando a aplicar pomada no cabelo em Auschwitz. Hirsch conseguiu estabelecer um bom relacionamento com os guardas da SS, mesmo sendo judeu e abertamente gay. De acordo com Yehuda Bacon, "ele falava alemão tão bem quanto os nazistas, tinha charme e uma aparência impecável. Ele sabia como falar com a SS. Ele se vestia como um soldado." Pavel Stránský, que havia sido educador no bloco infantil de Auschwitz, testemunhou que "[a] SS o tratava quase como um ser humano".

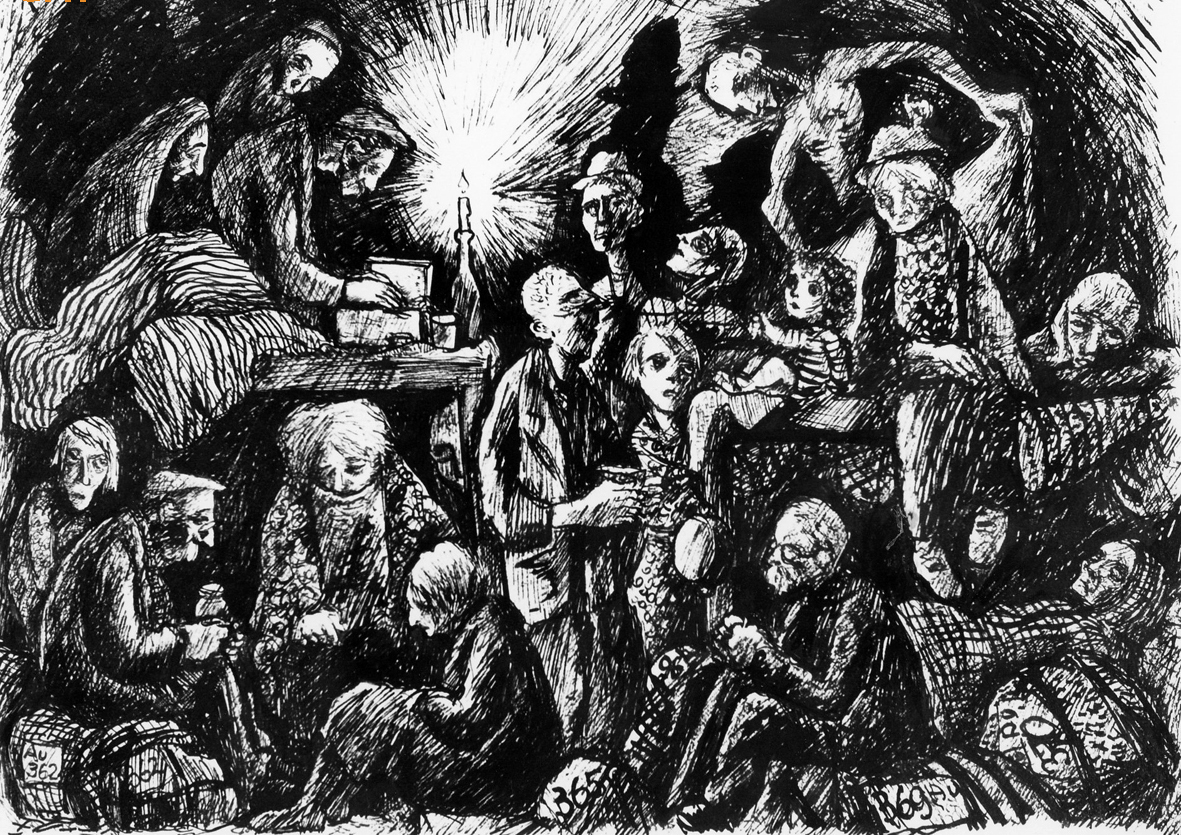
Caricatura de Bedřich Fritta dos alojamentos de Theresienstadt

Redlich e Hirsch usaram a sua influência para arranjar alojamentos separados e condições ligeiramente melhores para as crianças. Às vezes, eles conseguiam remover crianças dos transportes para campos de extermínio, embora não conseguissem salvá-las desse destino; mais de 99% das crianças em Theresienstadt acabaram sendo deportadas. Hirsch persuadiu os alemães a alocar espaço para uma área de lazer dentro do campo de concentração, onde ele frequentemente supervisionava atividades atléticas. Em 1943, os Jogos de Macabíadas foram realizados e observados por milhares de espectadores.
Em 24 de agosto de 1943, um único transporte de 1 200 crianças do Gueto de Białystok chegou a Theresienstadt. Essas crianças tinham medo dos chuveiros porque acreditavam que eram câmaras de gás. As crianças de Białystok foram alojadas no quartel ocidental, separadas do resto do campo por uma cerca de arame farpado. Os gendarmes checos guardavam o perímetro e mantinham as crianças estritamente segregadas do resto do campo, sob ameaça de punições severas. Segundo Kämper, Hirsch queria confirmar os rumores de que judeus deportados de Theresienstadt foram assassinados em câmaras de gás. De qualquer forma, ele conseguiu pular a cerca de arame que separava as crianças de Białystok do resto dos prisioneiros de Theresienstadt, mas foi pego e preso por um guarda tcheco. Peter Erben acredita que Hirsch poderia ter evitado a punição se soubesse falar tcheco. Em vez disso, ele foi levado ao gabinete do comandante e espancado. Supostamente por esta violação, ele foi deportado para Auschwitz em 8 de setembro.

### Auschwitz

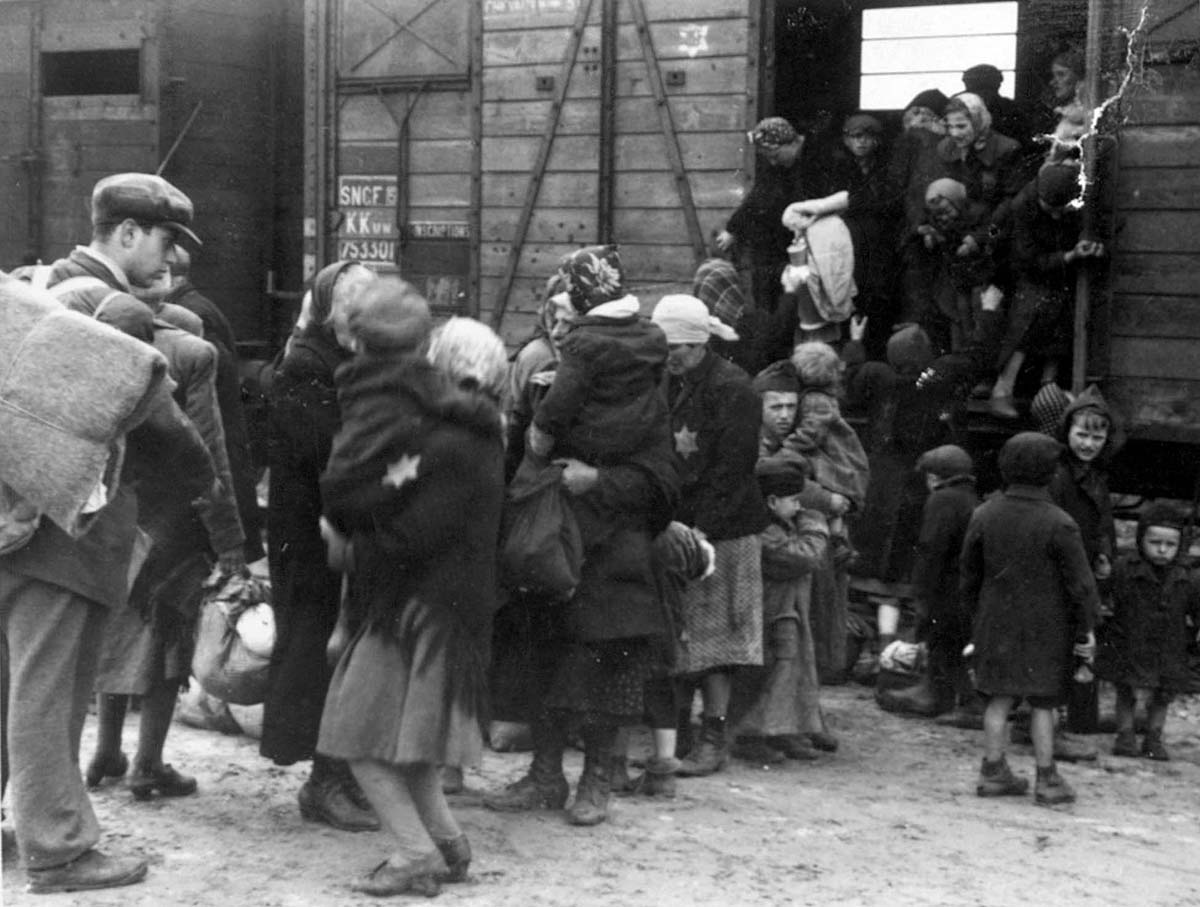
Judeus rutenos dos Cárpatos desembarcam em Birkenau, maio de 1944

Os judeus de Theresienstadt encontraram um tratamento privilegiado sem precedentes ao chegarem, onde foram estabelecidos em um bloco separado (BIIb), conhecido como campo familiar de Theresienstadt. Eles eram tatuados, mas não estavam sujeitos à seleção na chegada, podiam manter suas roupas civis e não eram forçados a raspar a cabeça. As famílias permaneceram unidas e também foram autorizadas a escrever aos seus parentes em Theresienstadt, aos que ainda não tinham sido deportados e até aos amigos em países neutros, a fim de transmitir a impressão de que a deportação para o leste não significava necessariamente a morte.
Hirsch foi nomeado lagerälteste do acampamento da família, devido ao respeito que a SS tinha por sua liderança. Ele se recusou a usar violência contra outros prisioneiros, como os alemães exigiam. Como resultado, ele foi destituído de seu cargo um mês depois e substituído pelo criminoso alemão Arno Böhm. No entanto, ele persuadiu Böhm a alocar um quartel, o Bloco 31, para crianças menores de quatorze anos, e tornou-se o supervisor deste quartel. Nesse arranjo, as crianças viviam com os pais à noite e passavam o dia no quartel especial. Hirsch recrutou prisioneiros adultos que estavam envolvidos na educação em Theresienstadt e convenceu os guardas de que seria do interesse deles que as crianças aprendessem alemão. Na verdade, os professores ensinavam outras disciplinas, incluindo história, música e judaísmo, em tcheco, além de algumas frases em alemão para recitar nas inspeções. Como havia apenas doze livros e quase nenhum material, os professores tinham que recitar as lições de memória. A falta de educação das crianças — elas tinham sido excluídas da escola mesmo antes da sua deportação — tornou a sua tarefa mais difícil. Um coro era ensaiado regularmente, uma ópera infantil era encenada e as paredes do quartel eram pintadas com personagens da Disney por Dina Gottliebová. Como o bloco era tão organizado, ele foi exibido aos homens da SS que trabalhavam em outras partes do campo. Os homens da SS que participaram diretamente no processo de extermínio, especialmente o Dr. Josef Mengele, visitavam-nos frequentemente e ajudavam a organizar uma melhor alimentação para as crianças.

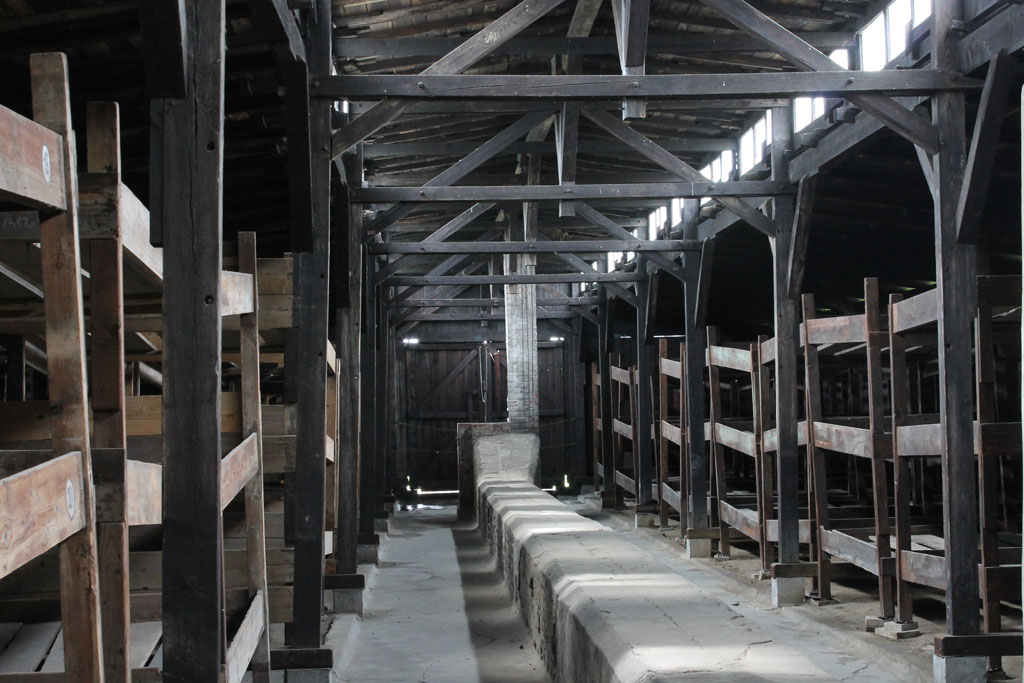
Quartel reconstruído em Auschwitz

Usando sua influência sobre os alemães, Hirsch obteve melhor comida para as crianças e pacotes de alimentos endereçados aos prisioneiros que haviam morrido. A sopa para as crianças era mais espessa do que para os outros prisioneiros; alegadamente era do campo cigano e continha semolina. Os alojamentos das crianças também receberam carvão adicional e foram ligeiramente melhor aquecidos. Hirsch também convenceu os alemães a fazerem a chamada dentro do quartel, para que as crianças fossem poupadas da provação de horas de permanência do lado de fora, independentemente do clima. Após a chegada de outro transporte em dezembro de 1943, havia cerca de 700 crianças no acampamento familiar; Mautner também estava neste transporte. Zuzana Růžičková, que também havia chegado em dezembro, entrou no quartel das crianças sem autorização para obter trabalho como cuidadora, mas foi pega por um homem da SS. Para distraí-lo, Hirsch teria dito "Herr Oberscharführer, quem você matou e saqueou hoje?" Em vez de bater em Hirsch, o homem da SS ofereceu-lhe um cigarro, que Hirsch recusou. No entanto, Hirsch não foi isento do tratamento brutal dos guardas, sendo espancado violentamente quando um menino dormia durante a chamada.
Hirsch persuadiu Böhm a alocar um segundo quartel para crianças de três a oito anos, para que as crianças mais velhas pudessem preparar uma apresentação da Branca de Neve, que a SS havia solicitado. A peça foi encenada em 23 de janeiro de 1944 com a presença de muitos homens da SS. Ao impor uma disciplina rigorosa às crianças, Hirsch garantiu que não houvesse actos de violência ou roubo, normalmente comuns nos campos de concentração. Ele era extremamente rigoroso quanto à higiene das crianças, insistindo que elas se lavassem diariamente, mesmo no inverno frio de 1943–1944, e realizando inspeções regulares para piolhos. Graças aos esforços de Hirsch, a taxa de mortalidade das crianças foi quase zero, em comparação com a mortalidade geral de cerca de 25% dos residentes do acampamento familiar nos primeiros seis meses. As crianças apreciaram os esforços de Hirsch em seu nome e deram uma festa surpresa para ele em 11 de fevereiro de 1944, seu 28º aniversário. Em fevereiro de 1944, uma delegação do Escritório Central de Segurança do Reich e da Cruz Vermelha Alemã visitou o acampamento da família. Os visitantes estavam mais interessados no quartel das crianças, que era a única tentativa de organizar a educação em Auschwitz. O visitante mais notável, Adolf Eichmann, comentou favoravelmente sobre a atividade cultural das crianças em Birkenau.

### Morte
As chegadas ao campo familiar eram marcadas como "SB6" — uma abreviatura enigmática que o movimento de resistência em Auschwitz acabou por decifrar como referindo-se a Sonderbehandlung ("tratamento especial"). Isso significava que os recém-chegados seriam assassinados seis meses após sua chegada, ou 8 de março de 1944, no caso do transporte em que Hirsch estava. Hirsch e outros líderes de Theresienstadt foram informados com antecedência pelo movimento de resistência em Auschwitz. Nessa altura, era evidente para os prisioneiros que os alemães iriam perder a guerra e alguns esperavam uma rápida vitória dos Aliados antes que os seus seis meses tivessem decorrido. Embora não houvesse possibilidade de sucesso, muitos judeus queriam incendiar o complexo como um ato simbólico de resistência. Hirsch era o líder natural de uma revolta, porque era respeitado pelas facções opostas no campo da família. Em 5 de março, os que chegaram em setembro foram informados de que seriam em breve transportados para um campo de trabalho em Heydebreck e instruídos a escrever cartões postais datados de 25 de março para seus parentes em Theresienstadt. Em 7 de março, eles foram transferidos para o bloco de quarentena (BIIa); embora avisado com antecedência que os nazistas estavam planejando assassinar todos esses judeus, Hirsch foi com eles.

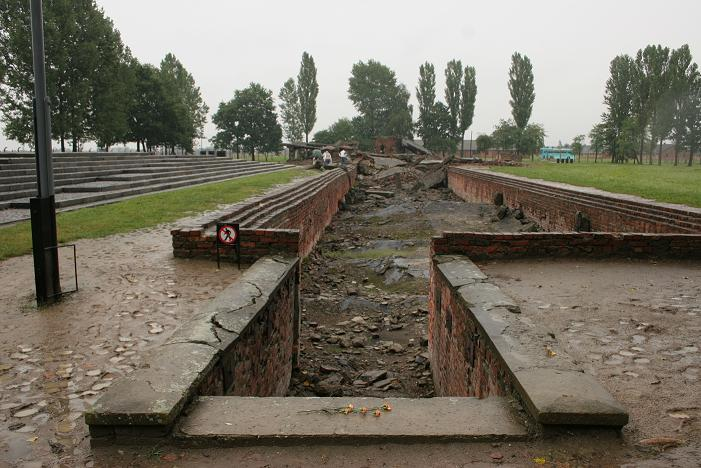
Crematório II

O que aconteceu depois disso não está claro. Rudolf Vrba, o escrivão do BIIa, visitou Hirsch em 8 de março para informá-lo sobre os preparativos para a liquidação do acampamento da família e para instá-lo a liderar uma revolta. Aparentemente, Hirsch não tinha certeza se acreditava nos avisos sobre morte iminente e era cético quanto ao valor da resistência. Ele achava que não era razoável que os nazistas lhes dessem um tratamento tão favorável apenas para depois assassiná-los. Hirsch pediu uma hora para pensar e, quando Vrba voltou, Hirsch estava em coma. Um médico judeu disse a Vrba que Hirsch havia cometido suicídio por overdose de barbitúricos. Se ele cometeu suicídio, não está claro como ele poderia ter obtido uma dose letal sem a cooperação dos médicos.
De acordo com alguns sobreviventes, Hirsch solicitou uma pequena dose de um tranquilizante para ajudá-lo a se acalmar, mas os médicos judeus o envenenaram para impedi-lo de liderar uma revolta, o que eles temiam que comprometeria suas próprias chances de sobrevivência. Mengele havia prometido a eles que não seriam mortos. A última explicação é favorecida por Kämper. Algumas pessoas, incluindo médicos e a artista Dina Gottliebová, foram poupadas da morte por seus talentos especiais, que foram úteis à SS. De acordo com os testemunhos dos sobreviventes, Hirsch deveria ser poupado, mas não estava disposto a salvar-se sem as crianças. Na noite de 8 de março, foi imposto um recolher obrigatório rigoroso e os judeus nos blocos de quarentena foram colocados em caminhões e conduzidos para as câmaras de gás. Ainda inconsciente, Hirsch foi levado com eles e foi assassinado junto com muitas das crianças sob sua supervisão.

## Legado

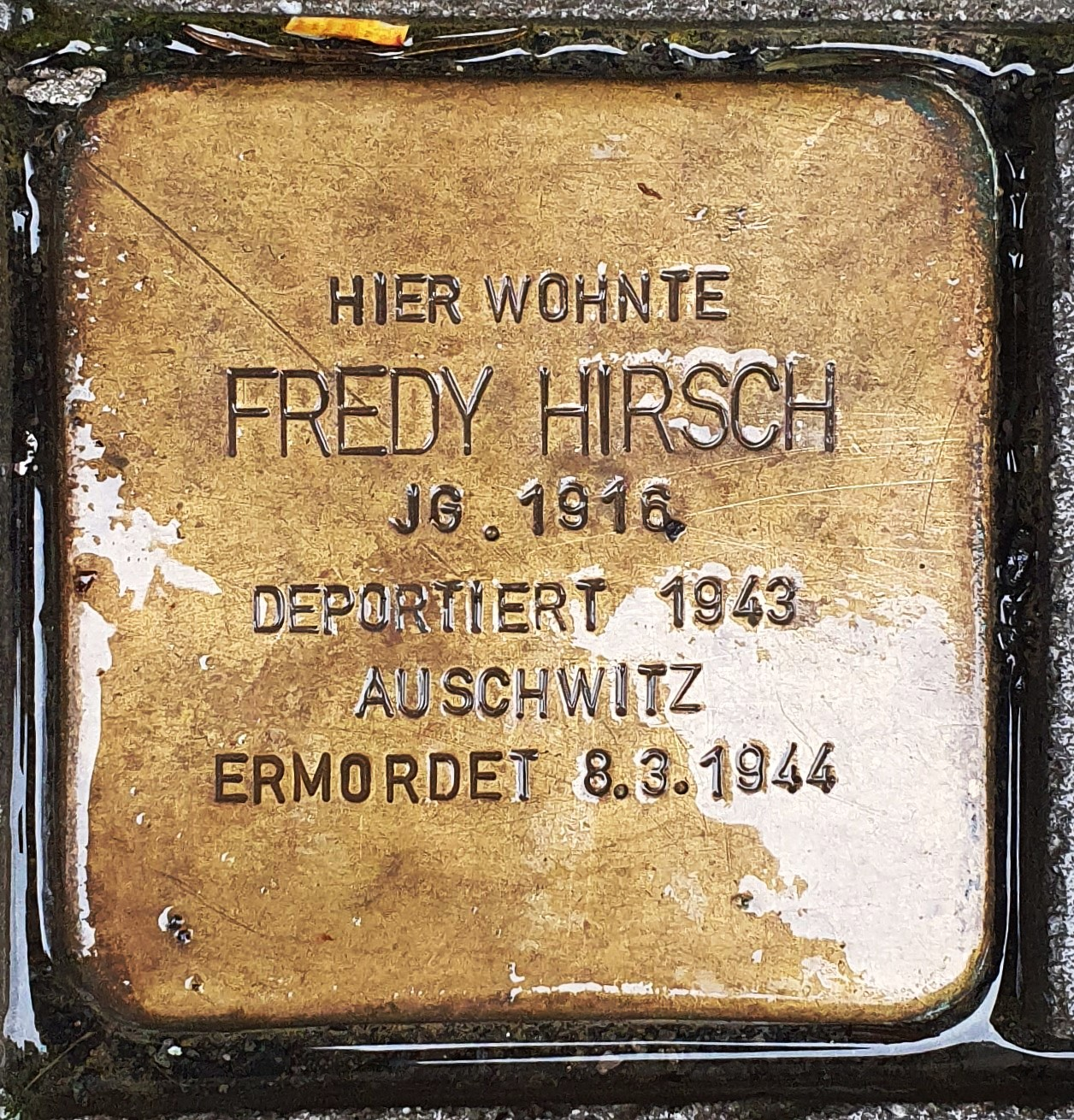
Em 2008, um stolperstein para Hirsch foi colocado fora da Richardstraße 7 em Aachen. Em 2023, foi transferido para Martin-Luther-Straße 7.

De acordo com testemunhos do pós-guerra, Hirsch era "um homem de coragem extraordinária" e "para as crianças um Deus", embora alguns dos seus colegas adultos o rejeitassem como arrogante, superficial, ditatorial ou vaidoso. O ginásio em Aachen que ele frequentou renomeou sua cafeteria para "Fredy-Hirsch-AG" em 2016 para comemorar seu centésimo aniversário. Em uma cerimônia de comemoração na sinagoga de Aachen no centésimo aniversário do nascimento de Hirsch, o prefeito Marcel Philipp declarou que Hirsch era "um dos filhos mais importantes da cidade, se não o mais conhecido". Nina Weilová, que sobreviveu ao campo da família Theresienstadt quando era uma jovem adolescente, disse que "não havia ninguém que fosse tão abnegado e se dedicasse tanto às crianças quanto ele". A cravista judia tcheca Zuzana Růžičková trabalhou como assistente de professora no quartel infantil de Auschwitz e deu crédito a Hirsch por salvar sua vida. Muitos anos depois, ela ajudou a organizar um monumento para ele. Na dedicação, ela disse: "Nós, judeus, não temos santos, mas temos 'tzadikim' — a palavra pode ser traduzida como 'justo' ou 'decente'. Fredy Hirsch era um homem, ele tinha suas falhas, ele não era um santo, mas ele era justo — um tzadik — e então esperamos que quando o último de nós que o conheceu tiver falecido, as gerações futuras ficarão diante desta tábua e dirão: 'Ele deve ter sido uma pessoa boa, corajosa e bonita'."
Hirsch foi o tema do documentário de 2016 Heaven in Auschwitz, que apresentou os relatos de treze sobreviventes de Theresienstadt e Auschwitz. Ele também foi destaque no documentário israelense de 2017 "Dear Fredy" de Rubi Gat.
Segundo Dirk Kämper, o papel de Hirsch foi marginalizado após a guerra por causa de sua homossexualidade. Na Checoslováquia comunista, a sua etnia alemã e o sionismo fizeram dele um herói inaceitável. A historiadora Anna Hájková, investigando o relacionamento entre Hirsch e Mautner, escreve que a deles foi "uma das raras histórias de vida queer que podem ser reconstruídas para a era nazista". Hirsch é a rara exceção à vítima gay ausente ou anônima do Holocausto porque trabalhou com crianças e adolescentes que viveram o suficiente para contar a verdade sobre ele.
Em 11 de fevereiro de 2021, o Google comemorou seu 105.º aniversário com um Google Doodle. O Doodle foi exibido na Alemanha, Chéquia, Eslováquia e Israel.